# Міністерство з питань стратегічних галузей промисловості України
Міністерство з питань стратегічних галузей промисловості України — центральний орган виконавчої влади України, діяльність якого спрямовується і координується Кабінетом Міністрів України. 21 липня Уряд прийняв рішення про ліквідацію Міністерства з питань стратегічних галузей промисловості. Відповідну постанову підтримали на засіданні Кабінету міністрів України. 

## Історія створення
Міністерство з питань стратегічних галузей промисловості України було створене 22 липня 2020 року.

## Мета
Місія Міністерства з питань стратегічних галузей промисловості України полягає у формуванні й реалізації державної промислової та військово-промислової політики, державної політики у сфері оборонного замовлення та оборонно-промислового комплексу, а також у літакобудівній галузі та в сфері космічної діяльності.

## Завдання
На Міністерство з питань стратегічних галузей промисловості України покладено наступні повноваження та завдання:
- розробка проєктів законів та інших нормативно-правових актів з питань, що належать до компетенції Міністерства;
- підготовка пропозиції щодо Стратегії національної безпеки, Стратегії воєнної безпеки, Плану оборони, Стратегічного оборонного бюлетеня, Національної розвідувальної програми та інших документів з питань національної безпеки і оборони;
- забезпечення в межах повноважень адаптації законодавства України до законодавства ЄС;
- забезпечення функціонування системи сертифікації продукції в оборонно-промисловому комплексі згідно зі стандартами НАТО;
- участь в організації проведення державних та інших випробувань зразків озброєння і військової техніки;
- розробка проєктів нормативно-правових актів щодо державного оборонного замовлення та внесення їх на розгляд Уряду;
- координація космічної діяльності в Україні та під юрисдикцією України поза її межами;
- сприяння в установленому порядку залученню вітчизняних та іноземних інвестицій у розвиток стратегічних галузей промисловості;
- здійснення у межах повноважень міжнародних заходів, спрямованих на формування позитивного інвестиційного іміджу України;
- забезпечення виконання завдань і заходів, спрямованих на розвиток співробітництва з НАТО, ЄС та іншими державними стратегічними партнерами України у сферах, що належать до компетенції Мінстратегпрому.

## Міністр з питань стратегічних галузей промисловості
| Ім'я              | Призначено            | Звільнено           | Примітки |
| ----------------- | --------------------- | ------------------- | -------- |
| Олег Урусский     | 16 июля 2020 року     | 3 ноября 2021 року  |          |
| Павло Рябікін     | 4 листопада 2021 року | 20 марта 2023 року  |          |
| Олександр Камишін | 21 березня 2023 року  | 4 вересня 2024 року |          |
| Герман Сметанін   | 5 вересня 2024 року   | 17 липня 2025 року  |          |

## Ліквідація міністерства
21 липня 2025 року Кабінет Міністрів України ухвалив рішення про ліквідацію Міністерства з питань стратегічних галузей промисловості. Про це повідомив представник уряду у Верховній Раді Тарас Мельничук. Як зазначається, віднині його функції, майно та повноваження передаються Міністерству оборони.